# Dixons

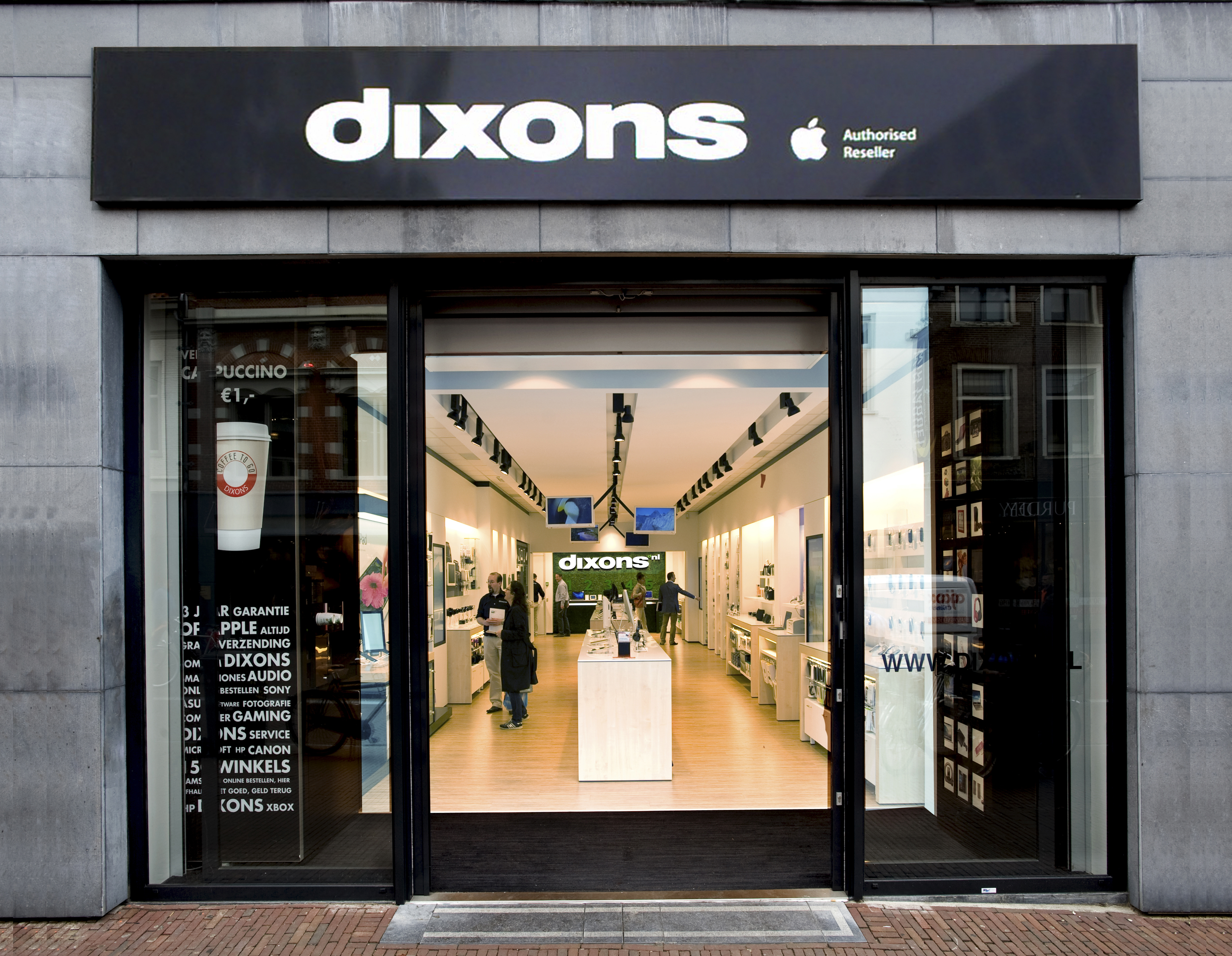
Vestiging Amersfoort in 2012

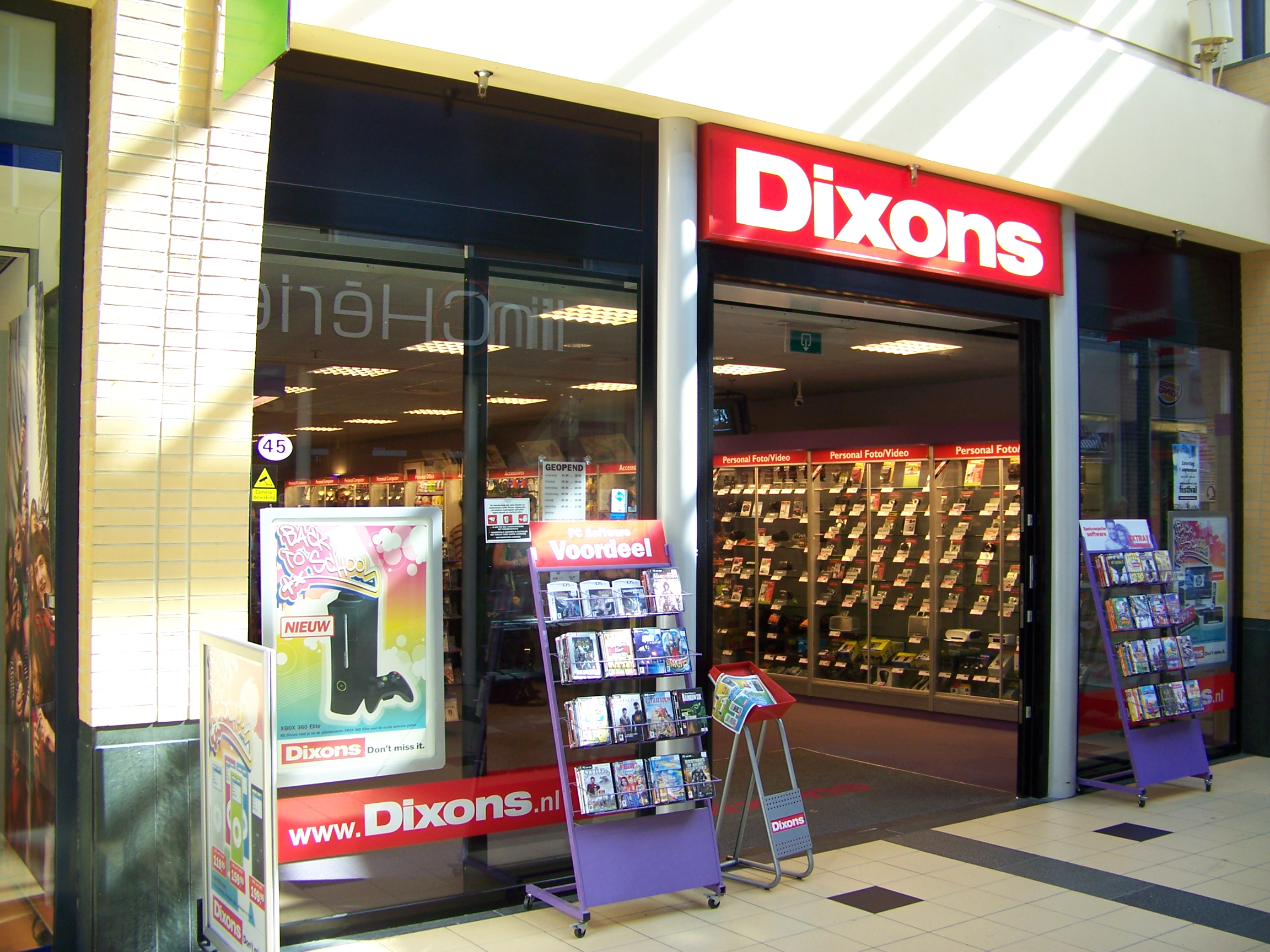
Vestiging Emmen in 2007

Dixons B.V. is een Nederlandse voormalige winkelketen in elektronica. In februari 2016 werd bekend dat alle filialen werden gesloten en dat er alleen activiteiten via internet werden onderhouden. Het bedrijf verhuurt elektronica via de website aan particulieren en is eigendom van Relevant Holdings.

## Geschiedenis
In het begin van de 20e eeuw vindt Dixons de oorsprong in Nederland als Rinck, een winkelketen in Rotterdam die messen en gereedschap verkocht. Dit assortiment werd later uitgebreid met onder meer brillen, foto- en videocamera's en verrekijkers.
De Engelse elektronicaketen Dixons - waar de Nederlandse Dixons inmiddels helemaal los van staat - kocht in 1972 alle filialen van Rinck, waarna de keten verder ging als Dixons-Rinck. In 1978 werd de hele keten weer verkocht aan VendexKBB en opgesplitst in Dixons en Rinck. Dixons nam het elektronica-assortiment op zich en Rinck de optiek. Rinck werd in 1988 op haar beurt weer verkocht aan Hans Anders groep.
Medio 2006 werd Dixons samen met Dynabyte door VendexKBB verkocht aan Dexcom Holdings N.V., destijds vooral bekend als moederbedrijf van t for telecom. In 2007 richtte Dixons in diverse Vroom & Dreesmann-warenhuizen een nieuw concept in, namelijk Dixons in V&D. Op deze afdeling werd naast de gebruikelijke elektronica ook huishoudelijke en verzorgingsproducten aangeboden. Dixons in V&D kwam in plaats van het ElectricCity-concept, dat onder de vlag van V&D viel, maar waarvoor Dixons al jaren de personele en logistieke zaken afhandelde.
In juli 2011 is de Dexcom Holding (Dixons, Dynabyte en Harmony Financial Services) verkocht aan de BAS Group. Na de overname werd BAS Group, die al eigenaar was van onder meer MyCom, de grootste retailketen in deze sector met een totale omzet van meer dan 450 miljoen euro, 1250 medewerkers en 200 winkels. Dexcom was in financiële problemen geraakt en kon niet meer aan haar verplichtingen voldoen. Door de overname heeft BAS Group in diverse gemeenten twee vestigingen waardoor diverse vestigingen na de overname zijn gesloten.
Op 26 september 2015 vroeg BAS Group uitstel van betaling aan. Op 5 oktober werd dit op verzoek van de curator omgezet in een aanvraag tot faillissement wat dezelfde dag door de rechtbank in Amsterdam werd uitgesproken. Op 12 oktober 2015 maakten de curatoren bekend dat een deel van de winkels van iCentre, Dixons, en MyCom open blijft en overgenomen zal worden door Relevant Holdings (Phone House). Van de 88 winkels van Dixons sloten 55 hun deuren, alle 24 vestigingen van iCentre bleven open en bij MyCom sloten er 19 van de 41 winkels. Hiermee zouden 1000 medewerkers hun baan verliezen. MyCom werd per 31 december 2015 doorverkocht aan franchise-ondernemer Peter Groenewoud en de voormalig commercieel manager van MyCom Marco Heestermans.
Op 29 februari 2016 werd bekendgemaakt dat de winkels van Dixons gaan sluiten. De keten ging door als webwinkel. Een klein aantal Dixons-filialen ging verder onder een andere naam zoals Phone House, iCentre of MyCom. De verwachting was dat veel van de 150 werknemers van Dixons weer aan het werk zouden komen in een van de andere ketens. Vanaf begin juni 2016 werden er geen producten meer verkocht via de website van Dixons. Eind juni 2016 begon Dixons met het verhuren van elektronica.